# Hilde Körber

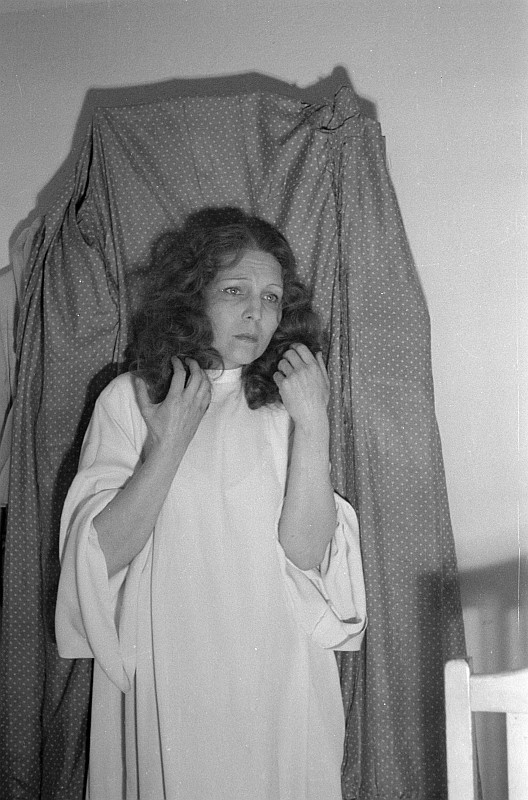
Hilde Körber als Lady Macbeth, 1945

Hilde Körber (* 3. Juli 1906 in Wien, Österreich-Ungarn; † 31. Mai 1969 in West-Berlin) war eine österreichische Schauspielerin und Schauspiellehrerin.

## Leben
Die Tochter des Elektrotechnikers Karl Körber und seiner Ehefrau Annette, geb. Fortelni, gab mit elf Jahren ihr Debüt als Fackelträgerin in Macbeth am Burgtheater. 1920 bis 1922 erhielt sie eine Schauspielausbildung an der Akademie für Musik und darstellende Kunst Wien.
Sie spielte in Oldenburg, Stuttgart, Zürich und seit 1924 in Berlin. 1927 wurde sie am Renaissance-Theater bekannt als Dienstmädchen Lucy in Ferdinand Bruckners Krankheit der Jugend. Danach war sie unter anderem am Schiller-Theater und am Staatstheater beschäftigt.
Ab Mitte der 1930er Jahre gehörte Hilde Körber zu den vielbeschäftigten Nebendarstellerinnen des deutschen Films. Zu ihren ersten Produktionen gehören Maria, die Magd (1936), Fridericus (1936), Der Herrscher (1937), Mein Sohn, der Herr Minister (1937), Großalarm (1938) und Robert Koch, der Bekämpfer des Todes (1939). In den Kriegsjahren folgten weitere Rollen in Ohm Krüger (1941), wo sie eine verzweifelte Burenfrau spielte, Der große König (1940/42), Damals (1943) und Via Mala (gedreht 1944, offizielle Uraufführung 1948). Körber stand 1944 in der Gottbegnadeten-Liste des Reichsministeriums für Volksaufklärung und Propaganda.
Nach dem Krieg folgten weitere erfolgreiche Rollen, Hilde Körber spielte in den 1950er Jahren in rund 20 Filmen mit. Dazu gehören Das letzte Rezept (1952), Das Bekenntnis der Ina Kahr (1954), Teufel in Seide (1956), Mein Vater, der Schauspieler (1956) und Das Mädchen vom Moorhof (1958).
Ihr erster Ehemann war Walter Varndal, Schauspieler und Direktor einer Wanderbühne. Am 19. Februar 1929 heiratete Hilde Körber den Regisseur Veit Harlan, als sie bereits mit Geburtswehen im Krankenhaus lag. Ihr Sohn Thomas Harlan wurde noch am selben Tag geboren. Die Ehe hielt neun Jahre. Als sie im selben Jahr ihren Schauspielerkollegen Fritz Kortner anzeigte, sie sexuell belästigt zu haben, nutzte die nationalsozialistische Presse diesen Vorfall, um Kortner als lüsternen Juden darzustellen. Ihre weiteren Kinder sind die Schauspielerinnen Maria Körber und Susanne Christa Körber-Harlan. 1938 kam es zur Scheidung von Harlan. (Siehe auch: Harlan (Familie))
Sie war in der Nachkriegszeit 1946 bis 1950 in der CDU-Fraktion Mitglied in der Berliner Stadtverordnetenversammlung. Von 1951 bis zu ihrem Tod leitete sie die Max-Reinhardt-Schule für Schauspiel in Berlin. Seit 1965 führte sie den Professorentitel.

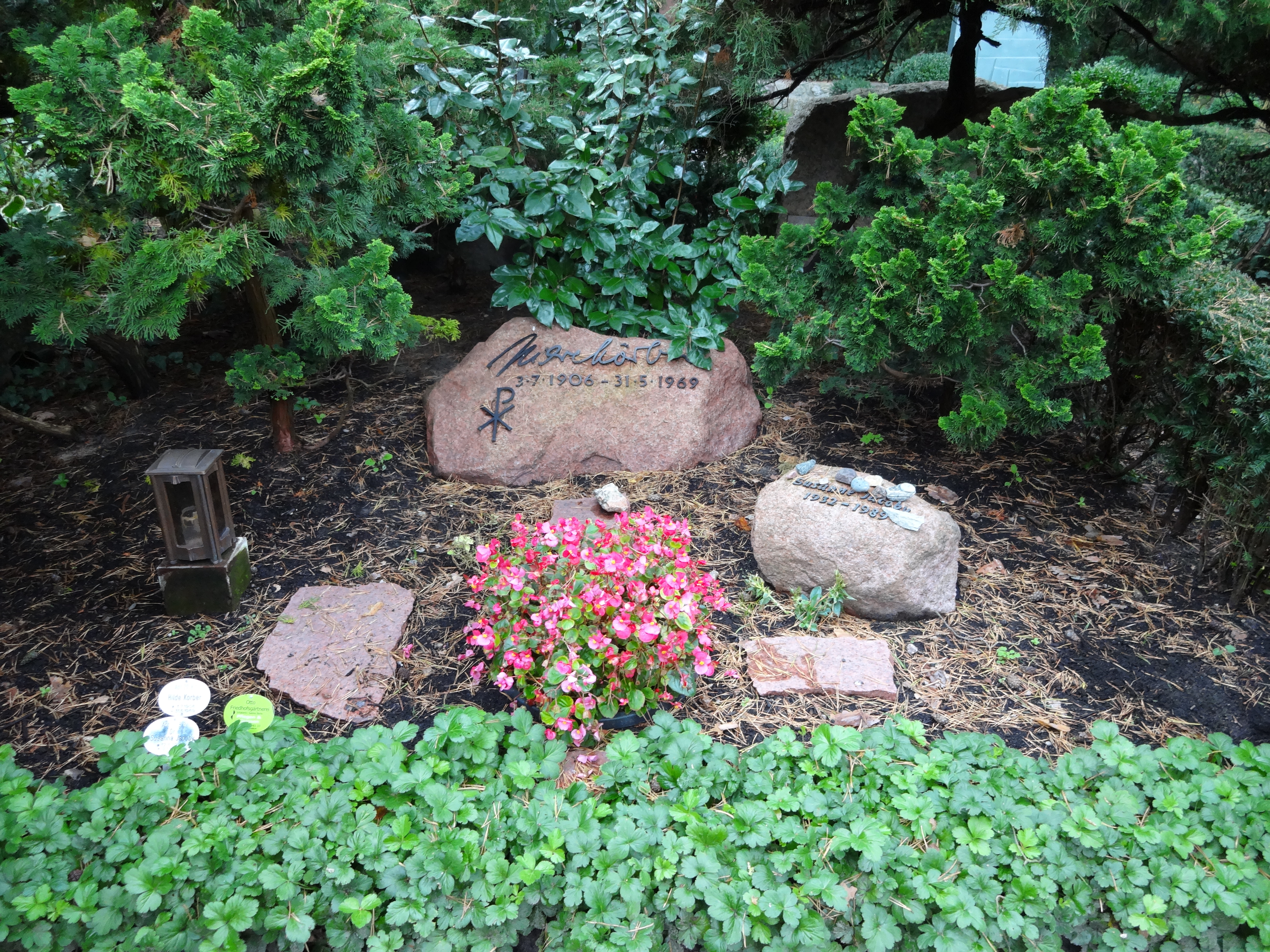
Grabstätte

Sie ist auf dem Waldfriedhof Dahlem im Feld 009 Nr. 421–422 bestattet. Das Grab war bis zum Jahr 2009 als Ehrengrab der Stadt Berlin gewidmet.

## Filmografie
- 1936: Maria, die Magd
- 1936: Fridericus
- 1937: Die Kreutzersonate
- 1937: Der Herrscher
- 1937: Patrioten
- 1937: Mein Sohn, der Herr Minister
- 1937: Brillanten
- 1938: Heiratsschwindler
- 1938: Großalarm
- 1938: Der Spieler
- 1938: Maja zwischen zwei Ehen
- 1938: Eine Frau kommt in die Tropen
- 1939: Fasching
- 1939: Robert Koch, der Bekämpfer des Todes
- 1939: Der singende Tor
- 1939: La casa lontana (italienische Fassung von Der singende Tor)
- 1939: Salonwagen E 417
- 1939: La casa lontana
- 1940: Leidenschaft
- 1940: Der Fuchs von Glenarvon
- 1940: Der Sündenbock
- 1940/42: Der große König
- 1941: Ohm Krüger
- 1941: Jakko
- 1943: Damals
- 1944: Am Vorabend
- 1944/49: Wie sagen wir es unseren Kindern?
- 1945: Via Mala
- 1945: Das Leben geht weiter (unvollendet)
- 1946: Allez Hopp (unvollendet)
- 1948: Morituri
- 1950: Die Treppe
- 1951: Wenn die Abendglocken läuten
- 1952: Das letzte Rezept
- 1952: Botschafter der Musik (Dokumentarfilm)
- 1952: Mein Herz darfst Du nicht fragen
- 1952: Rosen blühen auf dem Heidegrab
- 1953: Mit siebzehn beginnt das Leben
- 1953: Ave Maria
- 1954: Sauerbruch – Das war mein Leben
- 1954: Rittmeister Wronski
- 1954: Das Bekenntnis der Ina Kahr
- 1955: Die Toteninsel
- 1955: Teufel in Seide
- 1956: Mein Vater, der Schauspieler
- 1956: Heiße Ernte
- 1957: Anders als du und ich
- 1958: Das Mädchen vom Moorhof
- 1958: Ich werde dich auf Händen tragen
- 1959: Herbert Engelmann (TV)
- 1959: Jons und Erdme
- 1961: Die ewige Flamme (TV)
- 1962: Der fünfzigste Geburtstag (TV)
- 1963: Meine Frau Susanne (TV-Serie) – Ein Bein in Gips
- 1966: Polizeifunk ruft – Der Staatsbesuch

## Theater

### Regie
- 1947: Armin-Gerd Kuckhoff/Marie Otto: König Drosselbart (König Drosselbart) (Theater am Schiffbauerdamm Berlin)

### Schauspielerin
- 1949: Gotthold Ephraim Lessing: Emilia Galotti (Gräfin Orsina) – Regie: Rudolf Hammacher (Bühne der Jugend im Titania-Palast Berlin)

## Hörspiele
- 1946: Gerhart Hauptmann: Agamemnons Tod (Elektra) – Regie: Hanns Korngiebel (Drahtfunk Berlin)
- 1946: Johann Wolfgang von Goethe: Torquato Tasso (Leonore van Este) – Regie: Hannes Küpper (Berliner Rundfunk)